# علي التلاوي
علي التلاوي ممثل سوري مثل في مسلسل باب الحارة في الجزء الأول و الثاني والثالث، بدور أبو عادل وكان حكواتي الحارة في القهوة. مثل أيضًا في ليالي الصالحية، وأيام شامية، وعودة عصويد، ورحلة حب والزعيم، والمتنافسون.

## من أعماله

### المسلسلات التلفزية
- (2011): الزعيم
- (2008): باب الحارة ج3
- (2007): باب الحارة ج2
- (2006): باب الحارة ج1
- (2004): ليالي الصالحية
- (2000): الخوالي
- (1992): أيام شامية
- (1989): قلوب دافئة
- (1985):عودة عصويد

### الأفلام
- رحلة حب

### المسرحيات
- المتنافسون

## مرجع
1. ↑  علي التلاوي قاعدة بيانات الأفلام العربية، ولوج في 1-7-2010 نسخة محفوظة 24 سبتمبر 2015 على موقع واي باك مشين.

## روابط خارجية
- علي التلاوي على موقع قاعدة بيانات الأفلام العربية